# Панина, Софья Владимировна (1775—1844)
Графиня Со́фья Влади́мировна Па́нина (урождённая Орло́ва; 1775—1844) — фрейлина российского императорского двора (1788) и благотворительница Российской империи.

## Биография
Софья Орлова родилась 6 (16) ноября 1774 года в семье бывшего президента Российской Императорской Академии наук графа Владимира Григорьевича Орлова и Елизаветы Ивановны (урождённой баронессы Штакельберг); крестница императрицы Екатерины Великой.
Выйдя 9 января 1790 года в Москве, с соизволения императрицы, замуж за графа Никиту Петровича Панина, вся посвятила себя общественной благотворительности, особенно в первопрестольной столице. Графиня принадлежала к числу тех лиц, которые добровольно возлагают на себя нелёгкую обязанность побуждать общественную мысль на подвиги милосердия и, несмотря даже на свои преклонные лета, всегда действовала в этом случае неутомимо. В неусыпной заботливости о благосостоянии принадлежавших ей крестьян и занимаясь делом благотворительности, она снискала себе любовь, уважение и признательность весьма многих.

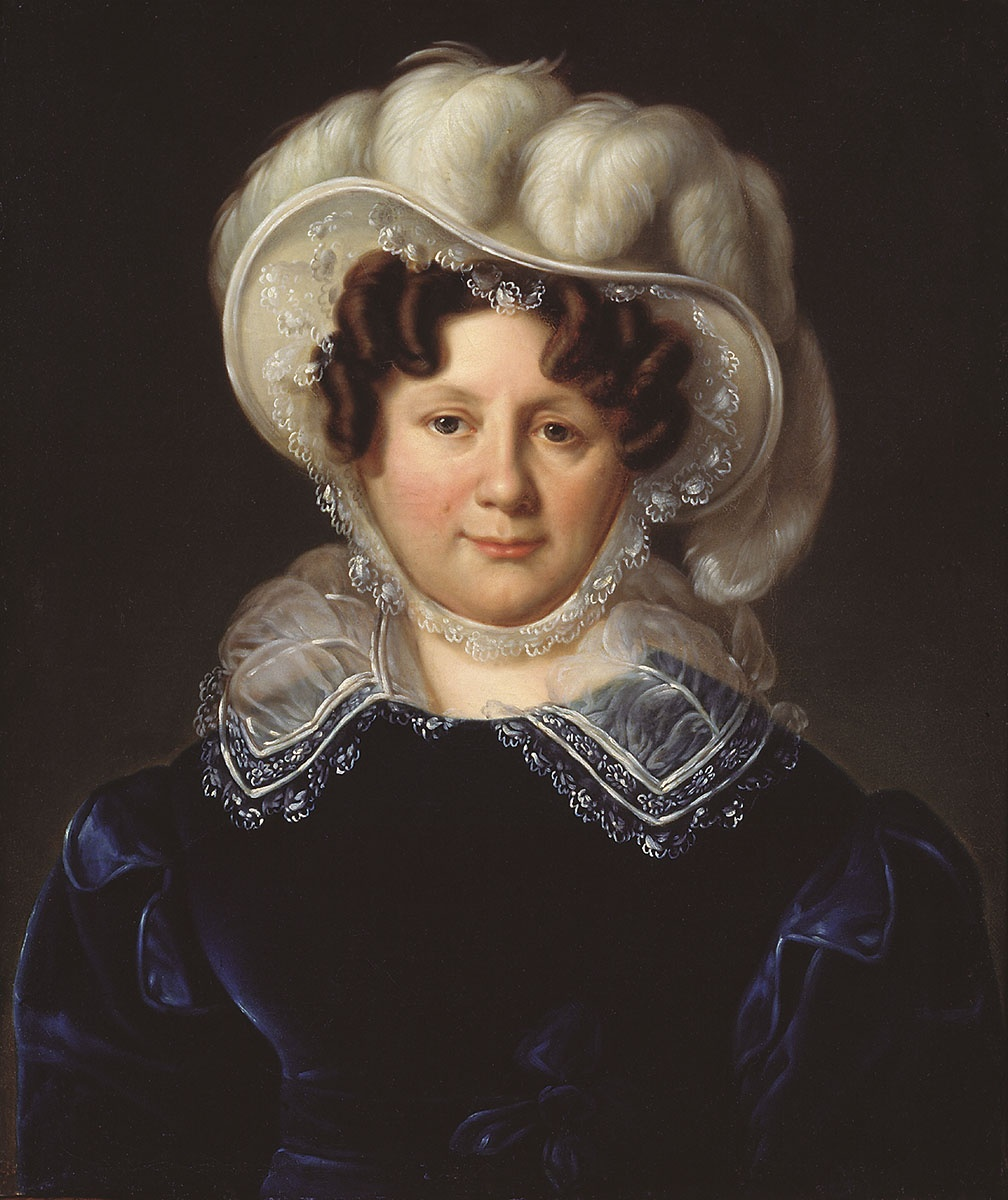
Графиня Панина (1820-е)

Графиня Софья Владимировна Панина скончалась 7 (19) января 1844 года в городе Москве.
После её кончины многие бедные Москвы приходили в дом её поклониться её праху или молились в церквах об упокоении её души, а в день отпевания и погребения, происходившего 11 (23) числа в Донском монастыре при большом стечении лиц всех сословий, выражение общей, глубокой скорби и признательности облагодетельствованных ею было умилительным зрелищем для присутствовавших.
Но, кроме благотворительности, явной и тайной, графиня отличалась ещё и весьма изящным вкусом в своей любви к искусствам и природе. С живым участием она следила за появлением лучших произведений литературы, русской и иностранной, и с особенным удовольствием беседовала о них; все замечательнейшие явления в музыкальном мире также привлекали её внимание; покровительствовала она и возделыванию садов в Москве, и её живописное Марфино осталось прекрасным памятником изящности её эстетического вкуса.

## Дети
В браке с графом Паниным у неё родились четыре дочери и шесть сыновей, из которых совершеннолетия достигли только пятеро:
- Александр Никитич (22.03.1791—15.02.1850), действительный статский советник, унаследовал Дугино, был женат на графине Александре Сергеевне Толстой, их дочь княгиня Мария Мещерская, в 1875 году заказала Марку Антокольскому изваять статую сидящего деда, которая стала одним из главных украшений Дугинского дворца[3].
- Елизавета Никитична (03.07.1792[4]—20.03.1797), крещена 6 июля 1792 года в Казанском соборе при восприемстве А. С. Протасовой.
- Пётр Никитич (05.03.1794[5]—09.03.1797), крещён в Адмиралтейской церкви, крестник П. Б. Пассека.
- Владимир Никитич (1795—18.03.1797[6]), скончался вместе с братом и сестрой от заразной болезни (от коликов).
- Софья Никитична (16.03.1797[6]—20.12.1833), крестница графини Е. В. Орловой.
- Аглаида Никитична (20.01.1798—17.04.1829), в обществе её звали модным именем Адель, или Аделаида[7]; родилась в Берлине, очень хорошо рисовала, жила в московском доме на Большой Никитской, где и умерла от туберкулёза, похоронена на Донском кладбище.
- Виктор Никитич (28.03.1801—01.04.1874), последний из графов Паниных, унаследовал Марфино.
- Никита Никитич (03.09.1803—19.12.1806)
- Вера Никитична (08.09.1808—09.04.1841), была горбатой и не росла, вследствие того, что в детстве её уронили с большого балкона над арками подъезда, куда выходили окна с лестницы, двери из залы и детской. Под конец жизни мучилась сильными болями в спине и проводила много времени на матрицах разложенных на полу в одной из комнат в доме на Большой Никитской.

Галерея
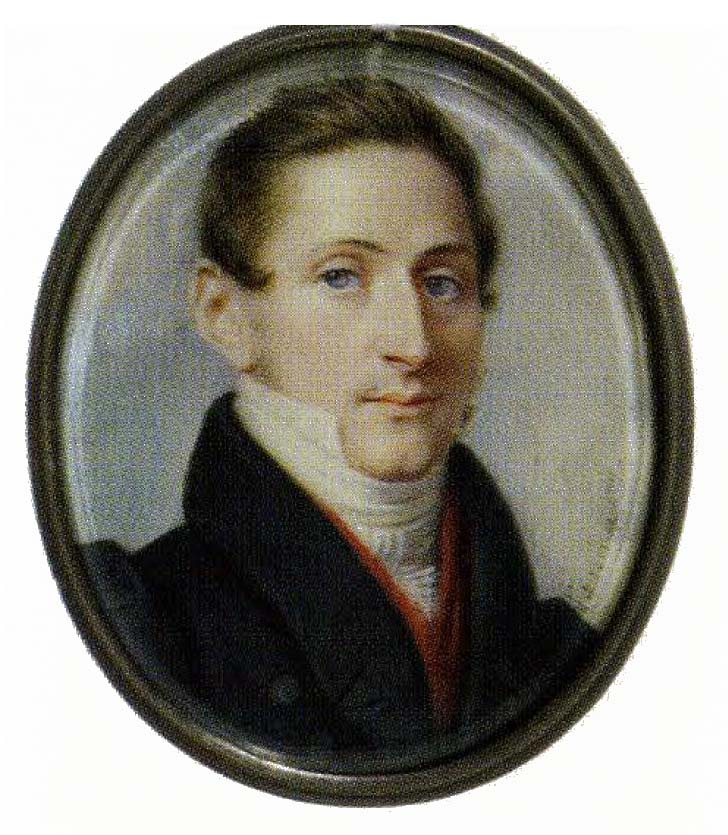
Александр
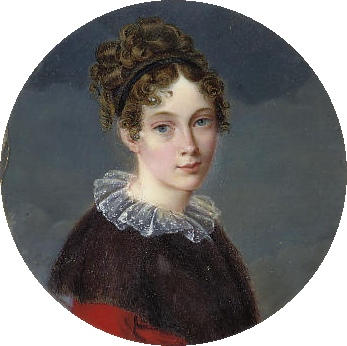
Аглаида
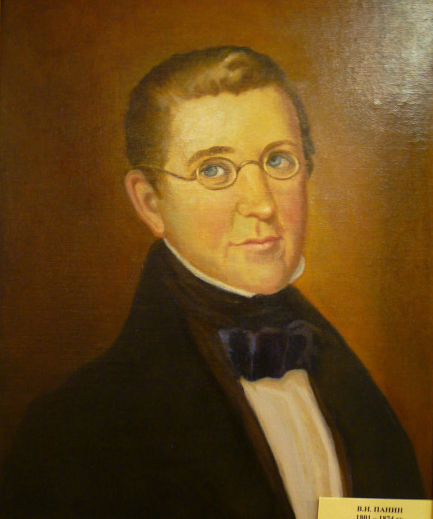
Виктор
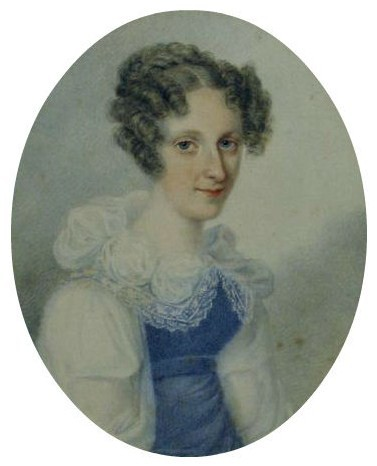
Вера